# Station Vinge
Station Vinge is een S-tog-station bij het dorp Vinge ten zuidoosten van de Deense plaats Frederikssund.
Het station werd tussengevoegd langs de Frederikssundbanen en heeft twee 180 meter lange zijperrons die onderling verbonden zijn met een loopbrug met liften. Zowel ten noorden als ten zuiden van het spoor ligt een parkeerterrein en zijn fietsenrekken. De bouw van het station begon in augustus 2019 en op 14 december 2020 werd het station geopend. 
Het station wordt bediend door lijn C van de S-tog met als bijzonderheid dat op werkdagen overdag de treinen die in Kildedal stoppen niet stoppen in Vinge. 's avonds en in het weekeinde stoppen alle treinen bij beide stations. De nachtdiensten van de S-tog, vrijdag op zaterdag en zaterdag op zondag, bedienen deze stations niet.

Frederikssund · Vinge · Ølstykke · Egedal · Stenløse · Veksø · Kildedal · Måløv · Ballerup · Malmparken · Skovlunde · Herlev · Husum · Islev · Jyllingevej · Vanløse · Flintholm · Valby · Carlsberg · Dybbølsbro · København H · Vesterport · Nørreport · Østerport · Nordhavn · Svanemøllen · Hellerup · Charlottenlund · Ordrup · Klampenborg